# Tanja Beyer
Tanja I. Beyer ist eine deutsche Diplomatin, die seit 2023 Botschafterin in Malta ist.

## Leben
Tanja Beyer begann nach dem Abitur in Sontra 1993 ein Studium der Rechtswissenschaften an der Universität Hamburg und legte 1999 das Erste Juristische Staatsexamen ab. Ein darauf folgendes postgraduales Studium der Rechtswissenschaften an der University of Glasgow schloss sie 2000 mit einem Master of Laws (LL.M.) ab. Nachdem sie von 2000 bis 2003 ihr Rechtsreferendariat in Hamburg absolviert hatte, legte sie 2003 das Zweite Juristische Staatsexamen und begann 2004 den Vorbereitungsdienst für den höheren Auswärtigen Dienst, den sie 2005 abschloss. Im Anschluss wechselte sie für eine erste Auslandsverwendung von 2005 bis 2007 an der Botschaft in Kasachstan in Almaty beziehungsweise zwischen 2007 und 2008 in Astana, wo sie als Nachfolgerin von Dr. Peter Kettner Leiterin der Rechts- und Konsularabteilung war. Danach folgte von 2008 bis 2010 eine Verwendung im Auswärtigen Amt sowie zwischen 2010 und 2014 an der Botschaft in der Ukraine in Kiew, ehe sie von 2014 bis 2017 am Generalkonsulat in New York City zum Einsatz kam.
Nachdem sie zwischen 2017 und 2021 stellvertretende Leiterin eines Referats im Auswärtigen Amt war, wurde Tanja Beyer 2021 Generalkonsulin in Donezk und verblieb in dieser Funktion bis zur Schließung des Generalkonsulats in Folge des Ukraine-Krieges Mitte Februar 2022. Anschließend war sie von 2022 bis 2023 Leiterin eines Referats im Auswärtigen Amt. Im Juli 2023 wurde sie Botschafterin in Malta in Valletta und überreichte dort am 11. Juli ihr Beglaubigungsschreiben als Nachfolgerin von Walter Haßmann.